# Spadentalina tubiformis
Spadentalina tubiformis is een Scaphopodasoort uit de familie van de Entalinidae. De wetenschappelijke naam van de soort is voor het eerst geldig gepubliceerd in 1906 door Boissevain.